# Schweizer Literaturpreise
Die Schweizer Literaturpreise, anfangs auch als Eidgenössische Literaturpreise bezeichnet, werden seit 2012 jährlich vom Bundesamt für Kultur (BAK) vergeben.
Die Literaturpreise zeichnen einzelne herausragende Werke aus einer Bewerberliste von Schweizer oder in der Schweiz wohnhaften Autoren aus.
Auf Empfehlung der Eidgenössischen Jury für Literatur werden zudem der Schweizer Grand Prix Literatur für ein Gesamtwerk oder ein einzigartiges Engagement für Schweizer Literatur sowie ein Spezialpreis Übersetzung alternierend mit einem Spezialpreis Vermittlung verliehen.

## Geschichte
Seit dem Inkrafttreten des Kulturförderungsgesetzes 2012 vergibt der Bund neben andern Kulturpreisen auch Literaturpreise. Die Organisation der Schweizer Literaturpreise obliegt dem Bundesamt für Kultur. Die Schweizer Literaturpreise traten an die Stelle der Schillerpreise, die im Frühling 2012 zum letzten Mal vergeben worden sind. Am 19. Februar 2015 fand zum ersten Mal die Verleihung der verschiedenen Preise an einem einzigen Anlass in der Schweizerischen Nationalbibliothek statt. Während die Preisträger der «kleinen» Literaturpreise schon im Voraus feststanden, gab Bundesrat Alain Berset den Namen des Gewinners des Grand Prix Literatur erst am Abend der Verleihung bekannt.

## Förderpolitik
Jährlich sollen fünf bis sieben Schweizer Literaturpreise und ein bis zwei Schweizer Grand Prix Literatur verliehen werden. Dazu kommt alle zwei Jahre der Spezialpreis Übersetzung alternierend mit dem Spezialpreis Vermittlung.
Mit den Schweizer Literaturpreisen ausgezeichnet werden im Vorjahr publizierte literarische Werke in einer der vier Landessprachen oder einem schweizerischen Dialekt. Die prämierten Autoren erhalten je 25'000 Franken und profitieren von Fördermassnahmen, die sie auf nationaler Ebene bekannt machen sollen.
Der Schweizer Grand Prix Literatur (2013 noch «Schweizer Literaturpreis» genannt), dotiert mit 40'000 Franken, soll ein Lebenswerk würdigen bzw. – gemäss Internetauftritt des BAK – «eine Persönlichkeit, die sich auf einzigartige Weise für die Schweizer Literatur einsetzt, sei dies in der Vermittlung, dem Verlagswesen, der Produktion, der Literaturkritik, der Kulturpolitik oder dem Unterricht und der Forschung».
Der Spezialpreis für Literaturvermittlung bzw. für Übersetzung ist ebenfalls mit 40'000 Franken dotiert.

## Jury
- Thierry Raboud, Dichter, Musiker und Literaturkritiker (Präsident)
- Elise Schmit, Schriftstellerin und Literaturkritikerin
- Rico Valär, Professor für rätoromanische Literatur und Kultur, Universität Zürich
- Christa Baumberger, Kulturpublizistin und Kuratorin
- Dominique Bressoud, Buchhändlerin und Radiojournalistin
- Francesca Baranzini, Übersetzerin und Buchhändlerin
- Valentin Decoppet, Übersetzer und Autor
- Robert Leucht, Professor für Germanistik, Universität Lausanne
- Prisca Wirz-Costantini, Buchhändlerin (Expertin 2024)

Ehemalige Jurymitglieder:
- Geneviève Bridel, Radiojournalistin (2020–2023)
- Marie Caffari, Leiterin des Schweizerischen Literaturinstituts (2012–2016)
- Roman Caviezel, Gymnasiallehrer (2014–2020)
- Bernard Comment, Schriftsteller und Verleger (2012–2014)
- Pietro De Marchi, Titularprofessor, Universität Zürich (2012–2018)
- Urs Engeler, Verleger (2012–2013)
- Ruth Gantert, Leiterin der dreisprachigen Literaturzeitschrift Viceversa (2014–2020, Präsidentin 2019–2020)
- Marion Graf, Literaturkritikerin (2012–2017)
- Christian Haller, Schriftsteller (2014–2016)
- Jean Kaempfer, Professor, Universität Lausanne (2016–2020)
- Matthias Lorenz, Professor für Germanistik, Leibniz Universität Hannover (2018–2024)
- Dominik Müller, Lehr- und Forschungsbeauftragter, Universität Genf (2012–2017, Präsident 2012–2017)
- Anne Pitteloud, Journalistin und Kritikerin (2019–2020)
- Arno Renken, Dozent für Literatur an der Hochschule der Künste Bern HKB (2018–2024)
- Clà Riatsch, Professor, Universität Zürich (2012–2014)
- Daniel Rothenbühler, Dozent am Schweizerischen Literaturinstitut (2012–2018)
- Niccolò Scaffai, Dozent und Literaturkritiker (2018–2024)
- Tabea Steiner, Veranstalterin und Autorin (2016–2022, Präsidentin 2020–2022)
- Eléonore Sulser, Literaturredaktorin (2014–2018, Präsidentin 2017–2018)
- Barbara Villiger Heilig, Redaktorin im Feuilleton der Neuen Zürcher Zeitung (2012–2014)
- Prisca Wirz-Costantini, Buchhändlerin (2019–2023)

## Preisträger

### 2025
- Fabio Andina: Sedici mesi. Rubbettino Editores
- Romain Buffat: Grande-Fin. Éditions Double ligne
- Eva-Maria Leuenberger: die spinne. Literaturverlag Droschl
- Laura Leupi: Das Alphabet der sexualisierten Gewalt. März Verlag
- Catherine Lovey: histoire de l’homme qui ne voulait pas mourir. Éditions Zoé
- Nadine Olonetzky: Wo geht das Licht hin, wenn der Tag vergangen ist. Fischer Verlag
- Béla Rothenbühler: Polifon Pervers. Der gesunde Menschenversand Verlag.

Fleur Jaeggy ist die Preisträgerin des «Grand Prix Literatur»; der Spezialpreis Vermittlung geht an die Initiative «Sofalesungen».

### 2024
- Bessora: Vous, les ancêtres. Paris, JC Lattès
- Jérémie Gindre: Tombola. Zoé, Genf 2023.
- Judith Keller: Wilde Manöver. Luchterhand, München 2023.
- Dominic Oppliger: giftland. Der gesunde Menschenversand, Luzern 2023.
- Claudia Quadri: Infanzia e bestiario. Edizioni Casagrande, Bellinzona 2023.
- Ed Wige: Milch Lait Latte Mleko. Paulette éditrice, Lausanne 2023.
- Ivna Žic: Wahrscheinliche Herkünfte. Matthes & Seitz, Berlin 2023.

Klaus Merz ist der Preisträger des «Grand Prix Literatur»; der Spezialpreis Übersetzung geht an Dorothea Trottenberg.

### 2023
- Prisca Agustoni: Verso la ruggine, Interlinea, Novara 2022, ISBN 978-88-6857-441-3
- Jachen Andry: be cun rispli, editionmevinapuorger, Zürich 2022, ISBN 978-3-9525233-5-3
- Fanny Desarzens: Galel, Éditions Slatkine, Genf 2022, ISBN 978-2-83211-089-8
- Eugène: Lettre à mon dictateur, Éditions Slatkine, Genf 2022, ISBN 978-2-83211-142-0
- Lioba Happel: POMMFRITZ aus der Hölle, edition pudelundpinscher, Wädenswil 2021, ISBN 978-3-906061-25-2
- Lika Nüssli: Starkes Ding, Edition Moderne, Zürich 2022, ISBN 978-3-03731-227-8
- Anne-Sophie Subilia: L’Épouse, Éditions Zoé, Chêne-Bourg 2022, ISBN 978-2-88907-025-1

Leta Semadeni ist die Preisträgerin des «Grand Prix Literatur»; der Spezialpreis Vermittlung geht an das Projekt «Schulhausroman».

### 2022
- Yari Bernasconi: La casa vuota. Marcos y Marcos, Mailand 2021.
- Rebecca Gisler: D’oncle. Édition Verdier, Lausanne 2021.
- Dana Grigorcea: Die nicht sterben. Penguin 2021.
- Ariane Koch: Die Aufdrängung. Suhrkamp, Berlin 2021.
- Christian Kracht: Eurotrash. Kiepenheuer & Witsch, Köln 2021.
- Fabienne Radi: Email diamant. art & fiction, 2021.
- Isabelle Sbrissa: tout tient tout. héros-limite 2021.

Reto Hänny ist der Preisträger des «Grand Prix Literatur»; der Spezialpreis Übersetzung geht an Maurizia Balmelli.

### 2021
- Corinne Desarzens: La lune bouge lentement. Editions la Baconnière, Genf 2020, ISBN 978-2-88960-020-5.
- Alexandre Lecoultre: Peter und so weiter. L’Âge d’Homme, Lausanne 2020, ISBN 978-2-8251-4809-9.
- Dragica Rajčić Holzner: Glück. Der gesunde Menschenversand, Luzern 2019, ISBN 978-3-03853-099-2.
- Silvia Ricci Lempen: I sogni di Anna. Vita activa, Triest 2020, ISBN 978-8-89995-1184.
- Christoph Schneeberger: Neon Pink Blue. verlag die brotsuppe, Biel 2020, ISBN 978-3-03867-027-8.
- Levin Westermann: Bezüglich der Schatten. Matthes & Seitz, Berlin 2020, ISBN 978-3-95757-781-8.
- Benjamin von Wyl: Hyäne. Eine Erlösungsfantasie. lectorbooks, Zürich 2020, ISBN 978-3-906913-23-0.

Frédéric Pajak ist der Preisträger des «Grand Prix Literatur»; der Spezialpreis Vermittlung geht an die Schweizer Bibliotheken für Seh- und Lesebehinderte.

### 2020
- Flurina Badel: tinnitus tropic. editionmevinapuorger, Zürich 2019, ISBN 978-3-9524584-7-1.
- François Debluë: La Seconde mort de Lazare. L’Âge d’Homme, Lausanne 2019, ISBN 978-2-8251-4771-9.
- Doris Femminis: Fuori per sempre. Marcos y Marcos, Milano 2019, ISBN 978-88-7168-853-4.
  - Übers. Barbara Sauser: Für immer draussen. edition 8, Zürich 2022, ISBN 978-3-85990-436-1.
- Christoph Geiser: Verfehlte Orte. Erzählungen. Secession, Zürich, Berlin 2019, ISBN 978-3-906910-51-2.
- Pascal Janovjak: Le zoo de Rome. Actes Sud, Arles 2019, ISBN 978-2-330-12082-5.
  - Übers. Lydia Dimitrow: Der Zoo in Rom. Lenos, Basel 2021, ISBN 978-3-03925-003-5.
- Noëmi Lerch: Willkommen im Tal der Tränen. verlag die brotsuppe, Biel 2019, ISBN 978-3-03867-015-5.
- Demian Lienhard: Ich bin die, vor der mich meine Mutter gewarnt hat. Frankfurter Verlagsanstalt, Frankfurt am Main 2019, ISBN 978-3-627-00260-2.

Den «Grand Prix Literatur» erhielt Sibylle Berg, den Spezialpreis Übersetzung Marion Graf.

### 2019
- Elisa Shua Dusapin: Les Billes du Pachinko. Editions Zoé, Genf 2018, ISBN 978-2-88927-579-3.
- Alexandre Hmine: La chiave nel latte. Gabriele Capelli editore, Mendrisio 2018, ISBN 978-88-9730864-5.
  - Übers. Marina Galli:  Milchstraße. Rotpunktverlag, Zürich 2021, ISBN 978-3-85869-905-3.
- Julia von Lucadou: Die Hochhausspringerin. Hanser, München 2018, ISBN 978-3-446-26039-9.
- Anna Ruchat: Gli anni di Nettuno sulla terra. Ibis, Como 2018, ISBN 978-88-7164571-1.
  - Übers. Barbara Sauser: Neptunjahre. Limmat-Verlag Zürich 2020, ISBN 978-3-85791-894-0.
- Patrick Savolainen: Farantheiner. verlag die brotsuppe, Biel 2018, ISBN 978-3-03867-007-0.
- José-Flore Tappy: Trás-os-Montes. La Dogana, Genf 2018, ISBN 978-2-940055-86-9.
- Christina Viragh: Eine dieser Nächte. Dörlemann, Zürich 2018, ISBN 978-3-03820-056-7.

Der «Grand Prix Literatur» geht an Zsuzsanna Gahse; in den Spezialpreis Vermittlung teilen sich das Centre de traduction littéraire an der Universität Lausanne (Philosophische Fakultät) und das Übersetzerhaus Looren.

### 2018
- Fabiano Alborghetti: Maiser. Marcos y Marcos, Milano 2017, ISBN 978-88-7168-793-3.
  - Übers. Maja Pflug und Klaudia Ruschkowski: Maiser. Limmat-Verlag, Zürich 2020, ISBN 978-3-85791-895-7.
- Dumenic Andry: sablun. Chasa Editura Rumantscha, Chur 2017, ISBN 978-3-03845-047-4.
- Michael Fehr: Glanz und Schatten. Der gesunde Menschenversand, Luzern 2017, ISBN 978-3-03853-039-8.
- Baptiste Gaillard: Un domaine des corpuscules. Hippocampe éditions, Lyon 2017, ISBN 979-10-96911-02-8.
- Yael Inokai: Mahlstrom. Rotpunktverlag, Zürich 2017, ISBN 978-3-85869-760-8.
- Friederike Kretzen: Schule der Indienfahrer. Stroemfeld Verlag, Frankfurt am Main und Basel 2017, ISBN 978-3-86600-272-2.
- Jérôme Meizoz: Faire le garçon. Editions Zoé, Genf 2017, ISBN 978-2-88927-391-1.
  - Übers. Corinna Popp: Den Jungen machen. Elster Verlag, Zürich 2018, ISBN 978-3-906903-05-7.

Der «Grand Prix Literatur» wurde Anna Felder zugesprochen; den Spezialpreis Übersetzung erhielt Yla von Dach.

### 2017
- Laurence Boissier: Inventaire des lieux. Art&fiction, Genf 2015, ISBN 978-2-940570-02-7.
- Ernst Burren: Dr Chlaueputzer trinkt nume Orangschina. Cosmos, Muri bei Bern 2016, ISBN 978-3-305-00418-8.
- Annette Hug: Wilhelm Tell in Manila. Das Wunderhorn, Heidelberg 2016, ISBN 978-3-884-23518-8.
- Michel Layaz: Louis Soutter, probablement. Editions Zoé, Genf 2016, ISBN 978-2-88927-342-3.
  - Übers. Yla von Dach: Louis Soutter, sehr wahrscheinlich. verlag die brotsuppe, Biel 2020, ISBN 978-3-03867-024-7.
- Jens Nielsen: Flusspferd im Frauenbad. Der gesunde Menschenversand, Luzern 2016, ISBN 978-3-03853-018-3.
- Philippe Rahmy: Allegra. Editions La Table Ronde, Paris 2016, ISBN 978-2-7103-7856-3.
  - Übers. Yves Raeber: Allegra. verlag die brotsuppe, Biel 2022, ISBN 978-3-03867-059-9.
- Dieter Zwicky: Hihi – Mein argentinischer Vater. edition pudelundpinscher, Wädenswil 2016, ISBN 978-3-906061-09-2.

Pascale Kramer erhielt den «Grand Prix Literatur»; Charles Linsmayer wurde mit dem Spezialpreis Vermittlung geehrt.

### 2016
- Giovanni Fontana: Breve pazienza di ritrovarti. Interlinea, Novara 2015, ISBN 978-88-6857-029-3.
- Massimo Gezzi: Il numero dei vivi. Donzelli, Rom 2015, ISBN 978-88-6843-186-0.
- Yves Laplace: Plaine des héros. Fayard, Paris 2015, ISBN 978-2-213-68591-5.
- Antoinette Rychner: Le prix. Buchet-Chastel, Paris 2015, ISBN 978-2-283-02841-4.
  - Übers. Yla von Dach: Der Preis. verlag die brotsuppe, Biel 2018, ISBN 978-3-03867-009-4.
- Ruth Schweikert: Wie wir älter werden. S. Fischer, Frankfurt am Main 2015, ISBN 978-3-10-002263-9.
- Monique Schwitter: Eins im Andern. Droschl, Graz 2015, ISBN 978-3-85420-969-0.
- Leta Semadeni: Tamangur. Rotpunktverlag, Zürich 2015, ISBN 978-3-85869-641-0.

Den «Grand Prix Literatur» erhielt Alberto Nessi; mit dem Spezialpreis Übersetzung wurde Hartmut Fähndrich ausgezeichnet.

### 2015
- Dorothee Elmiger: Schlafgänger. Roman. DuMont, Köln 2014, ISBN 978-3-8321-9742-1.
- Eleonore Frey: Unterwegs nach Ochotsk. Engeler, Solothurn 2014, ISBN 978-3-906050-07-2.
- Hanna Johansen: Der Herbst, in dem ich Klavier spielen lernte. Dörlemann, Zürich 2014, ISBN 978-3-03820-011-6.
- Guy Krneta: Unger üs. Familienalbum. Der gesunde Menschenversand, Luzern 2014, ISBN 978-3-905825-90-9.
- Frédéric Pajak: Manifeste incertain 3. La mort de Walter Benjamin. Ezra Pound mis en cage. Noir sur Blanc, Lausanne 2014, ISBN 978-2-88250-353-4.[5]
  - Übers. Ruth Gantert:  Ungewisses Manifest 3. edition clandestin, Biel 2018, ISBN 978-3-905297-83-6.
- Claudia Quadri: Suona, Nora Blume. Casagrande, Bellinzona 2013, ISBN 978-88-7713-629-9.
  - Übers. Bettina Müller Renzoni:  Spiel, Nora Blume. edition 8, Zürich 2016, ISBN 978-3-85990-277-0.
- Noëlle Revaz: L’infini livre. Zoé, Genf 2014, ISBN 978-2-88182-925-3.
  - Übers. Ralf Pannowitsch: Das unendliche Buch. Wallstein, Göttingen 2017, ISBN 978-3-8353-1870-0.

Der «Grand Prix Literatur» ging an Adolf Muschg, der Spezialpreis wurde dem Literaturvermittlungsprojekt «Roman des Romands» zugesprochen.

### 2014
- Urs Allemann: In sepps welt. Gedichte und ähnliche dinge. Klever, Wien 2013, ISBN 978-3-902665-55-3.
- David Bosc: La claire fontaine. Verdier, Lagrasse 2013, ISBN 978-2-86432-726-4.
  - Übers. Gabriela Zehnder: Ein glückliches Exil: Courbet in der Schweiz. verlag die brotsuppe, Biel 2014, ISBN 978-3-905689-60-0.
- Roland Buti: Le Milieu de l’horizon. Zoé, Genf 2013, ISBN 978-2-88182-894-2.
  - Übers. Marlies Ruß: Das Flirren am Horizont. Nagel & Kimche, München 2014, ISBN 978-3-312-00636-6.
- Rose-Marie Pagnard: J’aime ce qui vacille. Zoé, Genf 2013, ISBN 978-2-88182-883-6.
- Matteo Terzaghi: Ufficio proiezioni luminose. Quodlibet, Macerata 2013, ISBN 978-88-7462-536-9.
  - Übers. Barbara Sauser: Amt für Lichtbildprojektion. verlag die brotsuppe, Biel 2015, ISBN 978-3-905689-62-4.
- Urs Widmer: Reise an den Rand des Universums. Diogenes, Zürich 2013, ISBN 978-3-257-06868-9.
- Vera Schindler-Wunderlich: Dies ist ein Abstandszimmer im Freien. Gedichte. Edition pudelundpinscher, Erstfeld 2012, ISBN 978-3-906061-00-9.

Der «Grand Prix Literatur» wurde Philippe Jaccottet und Paul Nizon gemeinsam zuerkannt, Christoph Ferber erhielt den Spezialpreis Übersetzung.

### 2013
- Irena Brežná: Die undankbare Fremde. Galiani, Berlin 2012, ISBN 978-3-86971-052-5.
- Arno Camenisch: Ustrinkata. Engeler, Solothurn 2012, ISBN 978-3-033-03028-2.
- Massimo Daviddi: Il silenzio degli operai. La vita felice, Milano 2012, ISBN 978-88-7799-475-2.
- Thilo Krause: Und das ist alles genug. Poetenladen, Leipzig 2012, ISBN 978-3-940691-39-2.
- Marius Daniel Popescu: Les Couleurs de l’hirondelle. Corti, Paris 2012, ISBN 978-2-7143-1072-9.
  - Übers. Yla von Dach:  Die Farben der Schwalbe. verlag die brotsuppe, Biel 2017, ISBN 978-3-905689-64-8.
- Catherine Safonoff: Le mineur et le canari. Editions Zoé, Genf 2012, ISBN 978-2-88182-872-0.
  - Übers. Claudia Steinitz: Der Bergmann und der Kanarienvogel. Rotpunktverlag, Zürich 2015, ISBN 978-3-85869-643-4.
- Frédéric Wandelère: La Compagnie capricieuse. La Dogana, Genf 2012, ISBN 978-2-940055-71-5.
- Matthias Zschokke: Der Mann mit den zwei Augen. Wallstein, Göttingen 2012, ISBN 978-3-8353-1111-4.

(Die Preisträger wurden ursprünglich als Gewinner der «Eidgenössischen Literaturpreise 2012» gelistet.)
Den «Schweizer Literaturpreis» erhielten das Festival Babel sowie Jean-Marc Lovay, Erica Pedretti und Fabio Pusterla.